# Cserénfa
Cserénfa község Somogy vármegyében, a Kaposvári járásban.

## Fekvése
Kaposvártól 13 kilométerre délkeletre fekszik a Zselicben, a Surján-patak völgyében, a megszűnt Kaposvár–Szigetvár-vasútvonal mentén. Központján a 66-os és 67-es főutakat összekötő, Sántos-Bőszénfa közti 6621-es út halad át, a 66-os sántosi leágazásától mintegy 2 kilométerre fekszik.

## Története
A település első írásos említése 1536-ból származik, nevét az ekkori adólajstromban Cyerefalva alakban írták. Ekkor Török Bálint birtoka volt, majd a törökök kiűzése után az Esterházy családé lett. 1715-ben mindössze 10 adózó jobbágy lakta, de 1720-ban már 22 család élt itt. 1870-re a lakosság száma elérte a 369-et. A falu első, római katolikus iskolája 1889-ben nyílt meg: az egyetlen tanító ekkor 47 gyermeket oktatott. Az iskola 1979-ig folyamatosan működött (még a háborúk idején is), de a felső tagozat már 1963-ban Szentbalázsra költözött. A kultúrház, ahol könyvtárat és orvosi rendelőt is berendeztek, 1973-ra készült el társadalmi összefogással.

## Közélete

### Polgármesterei
- 1990–1994: Török Gyula (független)[4]
- 1994–1998: Fehér Margit (független)[5]
- 1998–2002: Fehér Margit (független)[6]
- 2002–2006: Fehér Margit (független)[7]
- 2006–2010: Papp Lajos (független)[8]
- 2010–2014: Papp Lajos (Fidesz-KDNP)[9]
- 2014–2019: Papp Lajos (Fidesz-KDNP)[10]
- 2019–2024: Stier László (független)[11]
- 2024– : Stier László (független)[1]

## Népesség
A település népességének változása:
| Lakosok száma | 212  | 208  | 221  | 214  | 214  | 217  | 223  |
|               | 2013 | 2014 | 2015 | 2021 | 2022 | 2023 | 2024 |

A 2011-es népszámlálás során a lakosok 95,6%-a magyarnak, 1,5% cigánynak, 0,5% németnek, 0,5% ruszinnak mondta magát (3,9% nem nyilatkozott; a kettős identitások miatt a végösszeg nagyobb lehet 100%-nál). A vallási megoszlás a következő volt: római katolikus 81%, evangélikus 0,5%, felekezet nélküli 11,7% (6,3% nem nyilatkozott).
2022-ben a lakosság 91,6%-a vallotta magát magyarnak, 1,4% németnek, 1,4% cigánynak, 7,9% egyéb, nem hazai nemzetiségűnek (6,5% nem nyilatkozott; a kettős identitások miatt a végösszeg nagyobb lehet 100%-nál). Vallásuk szerint 44,9% volt római katolikus, 2,3% evangélikus, 0,5% református, 0,9% egyéb keresztény, 19,6% felekezeten kívüli (31,8% nem válaszolt).

## Nevezetességei
A falu déli részén egy helyi védelem alá helyezett harangtorony áll 3 kőkereszttel, közelében pedig 2000-ben avattak fel egy 3 méter magas, fából készült Szent István-szobrot.